# ハーベン・モーゼス
ハーベン・モーゼス（Haven Moses 1946年7月27日- ）はカリフォルニア州ロサンゼルス出身の元アメリカンフットボール選手。

## 経歴
高校時代はアメリカンフットボールの他に野球、バスケットボール、キックボール、ドッジボール、テザーボールなどをプレーした。ロサンゼルス・ハーバー・カレッジから奨学金を受取り大学に入ってもアメリカンフットボールを続けた。その後USCからの誘いもあったが当時ドン・コリエル、ジョー・ギブス、ジョン・マッデンらがコーチとして在籍していたサンディエゴ州立大学からスカウトされた。1968年にAFLのバッファロー・ビルズにドラフト1巡目で指名されて入団した。1970年のAFLとNFLの統合を経てジャック・ケンプが引退しルー・セイバンがヘッドコーチとなった1972年に、ヘッドコーチと不仲となった彼はシーズン途中にデンバー・ブロンコスにトレードされた。
ブロンコス移籍後、彼はチャーリー・ジョンソンのパスターゲットとして活躍したがジョンソンが引退しスティーブ・ラムジーが先発QBとなると活躍する機会は減った。その後クレイグ・モートンがブロンコスに加入後、彼はディープスリートのターゲットとして活躍、前年のスーパーボウルチャンピオンのオークランド・レイダースとのAFCチャンピオンシップゲームでは5回のキャッチで168ヤード、12ヤードと74ヤードのTDをあげて勝利に貢献、第12回スーパーボウルにチームは出場したがダラス・カウボーイズに敗れた。
1982年3月に14シーズンに渡ったプロフットボール引退を発表した。引退当時彼は史上12位となる8091ヤードをレシーブであげていた。
1969年にAFLオールスターゲーム、1973年にプロボウルに出場した。また1978年の第12回スーパーボウルでも先発出場を果たした。1988年にブロンコスのリング・オブ・フェイムに選ばれている。